# Joseph Nordgren

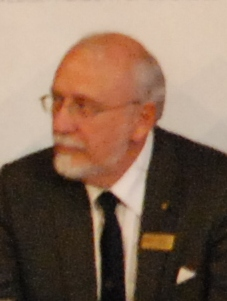
Joseph Nordgren (2009)

Ernst Joseph Nordgren (* 16. November 1947 in Örebro) ist ein schwedischer Physiker.
Nordgren erhielt seinen B.Sc. von 1971 von der Universität Uppsala und wurde 1977 in Physik promoviert. Ab 1979 wirkte er als Dozent und seit 1988 hält er einen Physik-Lehrstuhl für weiche Röntgenstrahlung. Seit dem 1. Juli 2008 ist Nordgren zudem Vizerektor des Fachbereichs „Science and engineering“ an der Universität von Uppsala.
Nordgren ist seit 1996 Mitglied der Königlich Schwedischen Akademie der Wissenschaften und war von 2001 bis 2009 Mitglied des Nobelpreiskomitees für Physik, deren Vorsitzender er von 2008 bis 2009 war. Er ist weiterhin seit 1981 Mitglied der Royal Society of Sciences and Letters in Uppsala und seit 2005 Mitglied der Royal Society of Sciences in Uppsala.